# Jüdischer Friedhof (Broichweiden)
Der Jüdische Friedhof Broichweiden liegt im Ortsteil Broichweiden der Stadt Würselen in der Städteregion Aachen (Nordrhein-Westfalen).
Der jüdische Friedhof wurde von vor 1839 bis in die erste Hälfte des 20. Jahrhunderts belegt. Auf dem Friedhof wurden auch Tote aus Würselen und Haaren bestattet. Jüdische Grabsteine (Mazewot) sind nicht mehr vorhanden, nur noch die Grabplatten von 23 im Zweiten Weltkrieg hier bestatteten sowjetischen Zwangsarbeitern. Daneben befinden sich zwei Gedenksteine für die Juden und die Zwangsarbeiter. 

Der jüdische Friedhof in Broichweiden (Würselen), Mai 2021
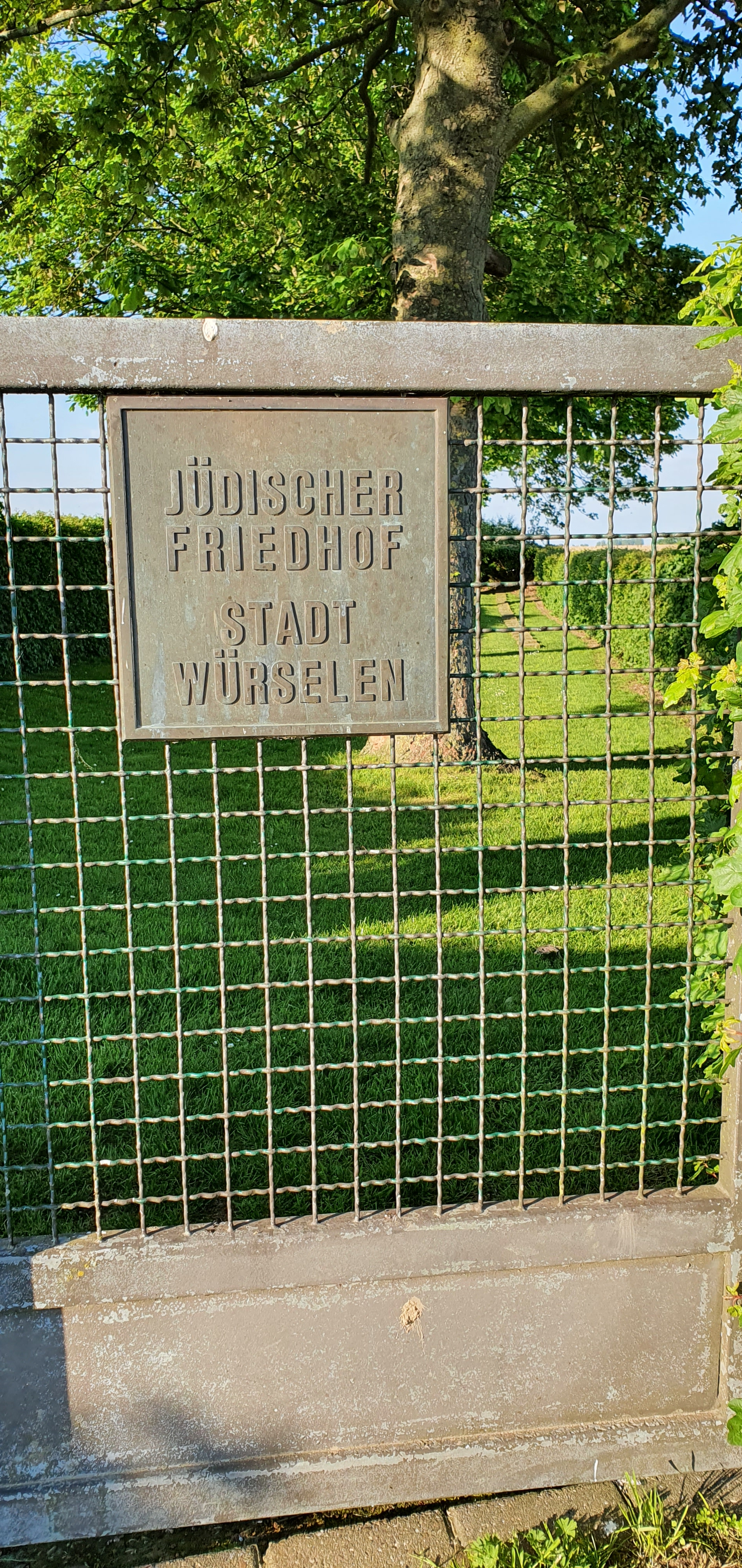
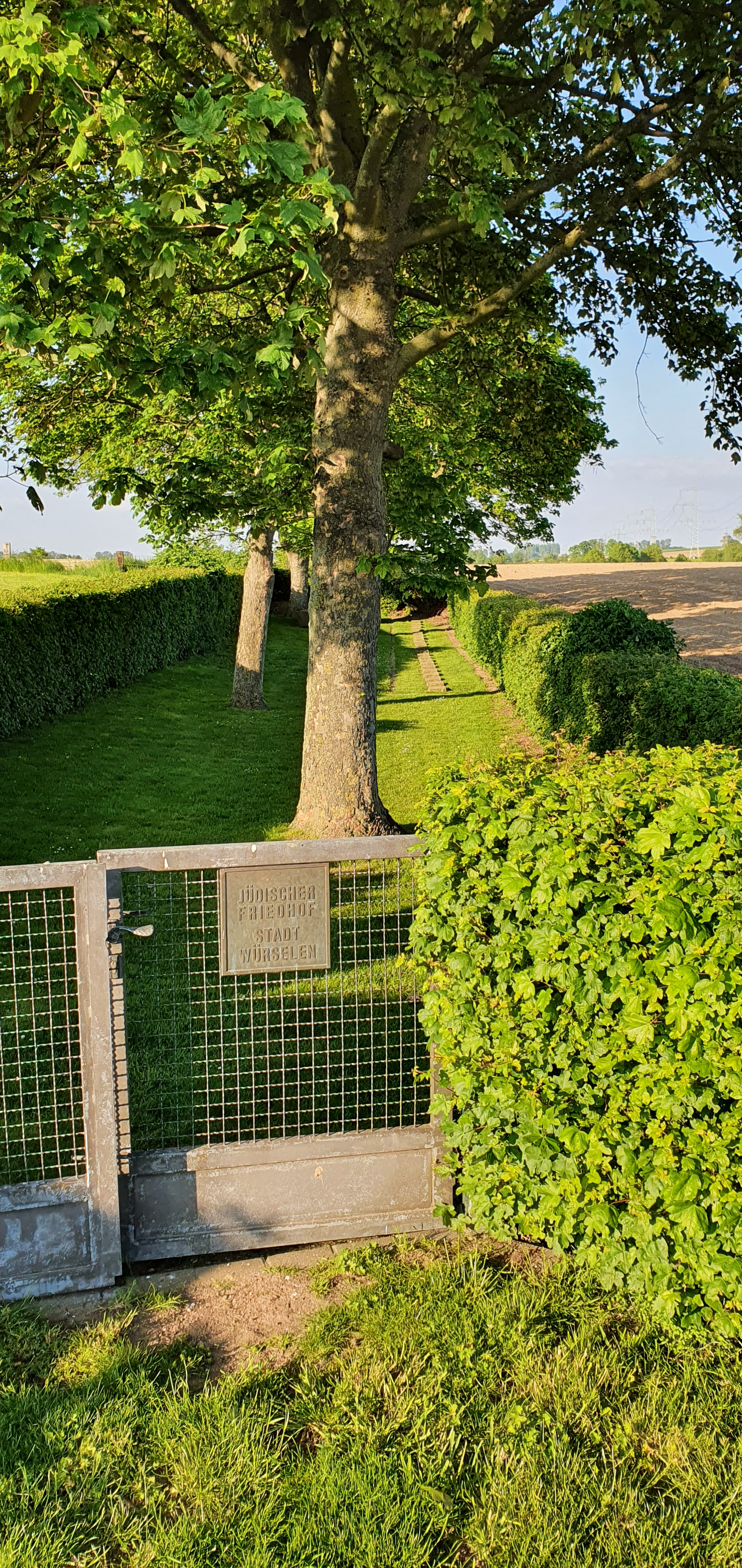
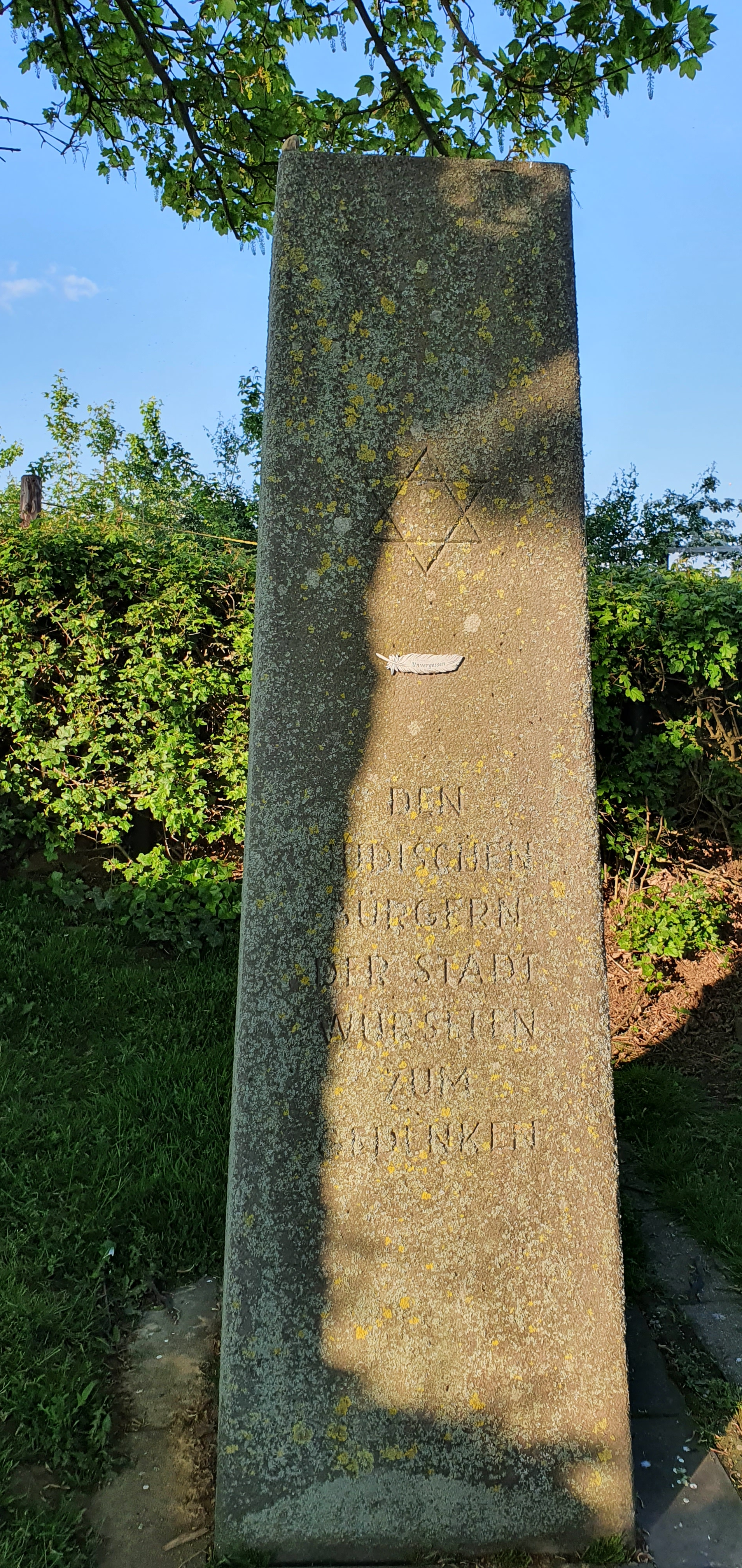
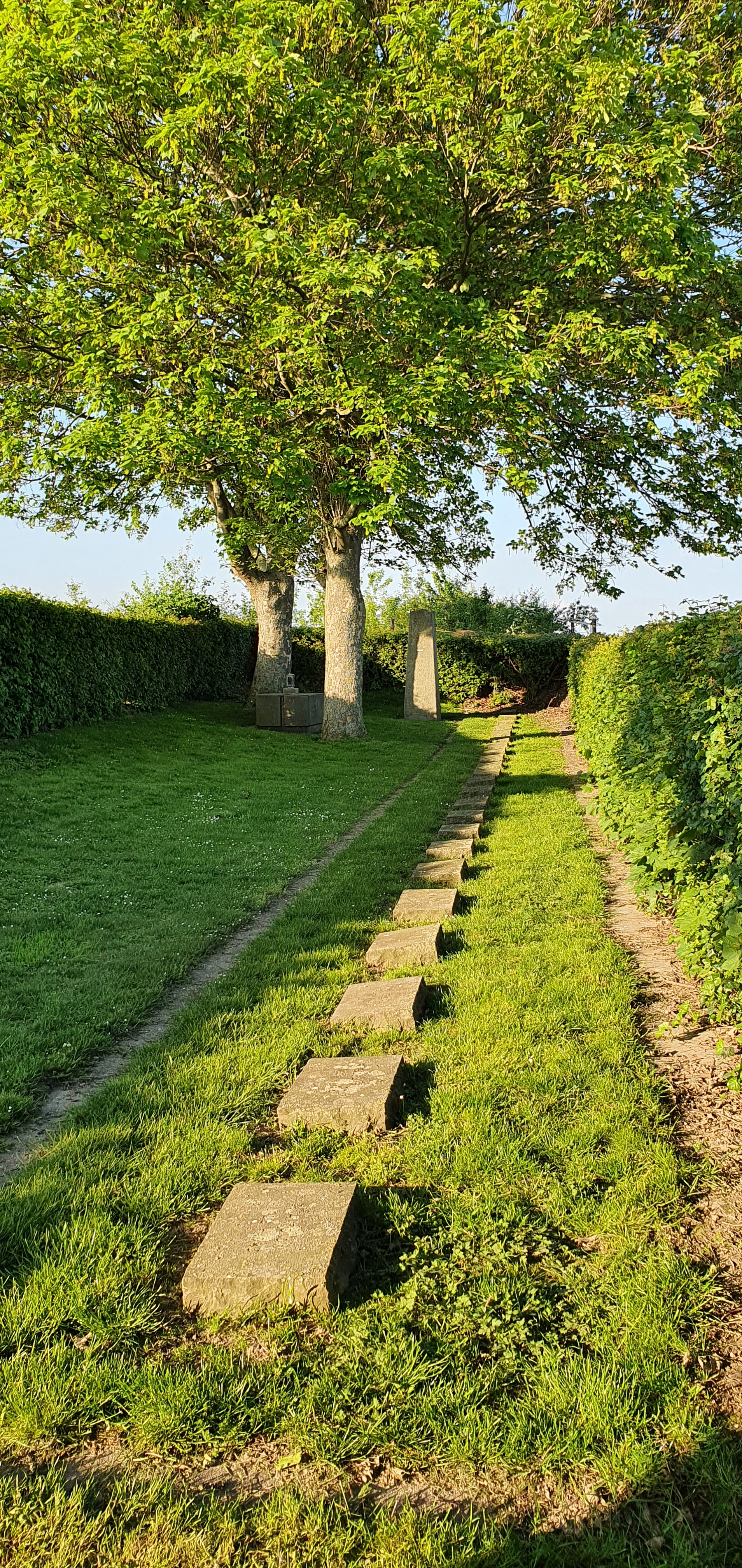